# Kazuki Nakajima
Kazuki Nakajima (中嶋 一貴 Nakajima Kazuki?, Okazaki, 11 de enero de 1985) es un expiloto japonés de automovilismo. Fue piloto de Williams en Fórmula 1 desde 2007 hasta 2009. Fue campeón de la Fórmula Nippon/Super Fórmula Japonesa en 2012 y 2014, y del Campeonato Mundial de Resistencia de la FIA en 2018-19. También ganó las 24 Horas de Le Mans en 2018, 2019 y 2020. Actualmente es el vicepresidente de la escudería Toyota Gazoo Racing Europe GmbH.
Es hijo del expiloto de Fórmula 1 Satoru Nakajima. Tiene un hermano menor, Daisuke Nakajima, que compite en Super Fórmula y el Super GT.

## Carrera

### Inicios
Nakajima comenzó en el karting en 1996. Luego ganó la beca de la Escuela de Fórmula Toyota en 2002, tras lo cual obtuvo el título en la Fórmula Toyota en 2003.
Kazuki participó en la Fórmula 3 Japonesa en 2004 con el equipo Tom's. Consiguió 2 victorias consecutivas en su debut, acabando finalmente en el quinto lugar del campeonato.
En 2005 volvió a participar en la Fórmula 3 Japonesa, acabando segundo por detrás de João Paulo de Oliveira, y llegó quinto en el Gran Premio de Macao de Fórmula 3. Simultáneamente, corrió en el Super GT Japonés con un Toyota MR-S, logrando una victoria y el octavo puesto de campeonato.
Nakajima pasó a competir en Europa en 2006, al participar en la temporada 2006 de Fórmula 3 Euroseries en el programa de jóvenes pilotos de Toyota. Consiguió el séptimo puesto de campeonato.
Debido al acuerdo de suministro de motores de Toyota Racing con la escudería Williams, Nakajima firmó contrato con esta como tercer piloto para 2007. En paralelo, disputó regularmente la GP2 Series, donde terminó en la quinta posición global, siendo proclamado "novato del año". Consiguió cinco podios y una pole.

### Fórmula 1

#### 2007
Nakajima debutó en Fórmula 1 en el Gran Premio de Brasil de 2007, sustituyendo en la escudería Williams al austriaco Alexander Wurz, que anunció su retirada tras el Gran Premio de China. La clasificación no fue muy bien para Nakajima, ya que no pudo pasar a la Q2 con una pobre 19.ª posición, por detrás de Anthony Davidson y de los dos Spyker. En carrera atropelló a dos de sus mecánicos (sin consecuencias graves) al no regular bien la velocidad del pit lane. El piloto japonés acabó la carrera en la décima posición.

#### 2008

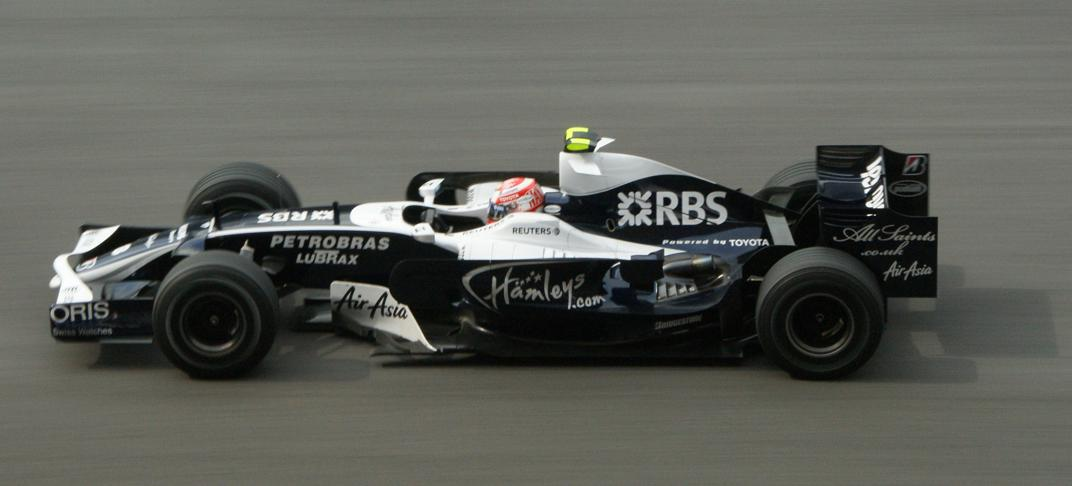
Nakajima conduciendo para Williams durante el Gran Premio de Malasia de 2008, que terminó 17.º y último.

En la temporada 2008 Nakajima pasó a ser piloto titular de Williams, junto con Nico Rosberg. Firmaría un contrato por 2 años con Williams.
- Australia: Kazuki supo sobrevivir en una carrera loca y comenzó el año con un sexto puesto, siendo la primera vez que puntúa en Fórmula 1. Lo curioso, es que a pesar de que hubiese provocado un accidente con Kubica, se las apañó para conseguir dicho sexto lugar, que se volvería el mejor resultado de su trayectoria en Fórmula 1.

- Malasia: Una carrera para olvidar. La penalización de 10 puestos en parrilla le hizo salir 22º. Al final acabó 17º y último, tras un toque cuando remontaba.

- Baréin: Kazuki logró la 16.ª posición en la parrilla de salida y acabó la carrera en 14º lugar, por detrás de Lewis Hamilton. Le salió mal la estrategia de carrera.

- España: En el circuito de Barcelona-Cataluña mejora, finaliza 7º y logra así dos unidades más.

- Turquía: Cuando Kazuki entraba en la primera curva del circuito de Estambul, se lo "comió" un Force India, el de Giancarlo Fisichella. Fue su primer abandono en Fórmula 1.

- Mónaco: Vuelve a ser séptimo tras no cometer ningún error en el circuito, demostrando que tiene capacidad para conducir en condiciones difíciles (fue una carrera con lluvia). Además, se convirtió en el primer japonés en puntuar en el principado.

- Canadá: Hizo un carrerón y tenía opciones de podio (era quinto) hasta que perdió el control de su Williams-Toyota al entrar en boxes con el alerón dañado y chocó contra el muro.

- Francia: Realiza una carrera mediocre, ya que empezó en 15.ª posición y terminó en el mismo lugar.

- Gran Bretaña: Kazuki vuelve a puntuar con un 8.º puesto. Entonces era el único piloto, junto con los de McLaren, que había puntuado en las carreras en mojado que se han disputado en 2008.

- Alemania: En Hockenheim realiza otra floja carrera, finalizando decimocuarto. Había cometido varias pasadas de frenada.

- Hungría: Nakajima sigue sin poder mejorar en la sesión de clasificación, y solo puede ser 13º en carrera, sin opciones de adelantar.

- Europa: Al empezar la carrera, debido a un choque con Fernando Alonso, tuvo que entrar a boxes tras destrozar el alerón delantero. Con todo, se convirtió en el primer piloto de la historia en adelantar en este trazado, con una maniobra sobre Rubens Barrichello. Quedó 15º.

- Bélgica: Al ser Nakajima novato en esta difícil pista, hizo otra pobre carrera: 19º en la clasificación y 14º en carrera. Curiosamente, su padre, que fue novato en 1987, lideró la carrera durante dos vueltas saliendo 15º (de 28 coches en vez de 20) y terminó quinto.

- Italia: Carrera difícil bajo la lluvia. De 18º en la salida a 12º en la línea de meta, por delante de su compañero de equipo, que finalizó 14º.

- Singapur: Una carrera complicada por los auto de seguridad, ambos le perjudicaron; con todo, pudo quedar por delante de los Ferrari, un McLaren y un BMW. Al final, octavo, puntuando por 5ª vez. En la calificación consiguió pasar a la Q3.

- Japón: En su carrera "en casa", consigue clasificarse 14º, superando a Nico Rosberg. Pero tras la salida, David Coulthard hizo un trompo y se salió de pista. Nakajima le esquivó por la hierba, pero se le rompió el alerón. Acabó en 15º puesto y último, siendo la carrera más decepcionante de la temporada para él.

- China: Kazuki fue el piloto que más posiciones remontó durante la carrera, ganando un total de 5 puestos. Acabó 12º, pues su resultado en calificación fue un discreto 17º puesto.

- Brasil: Clasificó 16º. La carrera fue una copia de Japón: Coulthard se salió de pista y chocó con Nakajima, haciéndole bajar a la 17º posición final. Su posición en el campeonato de pilotos fue la 15.ª, con un total de 9 puntos.

#### 2009

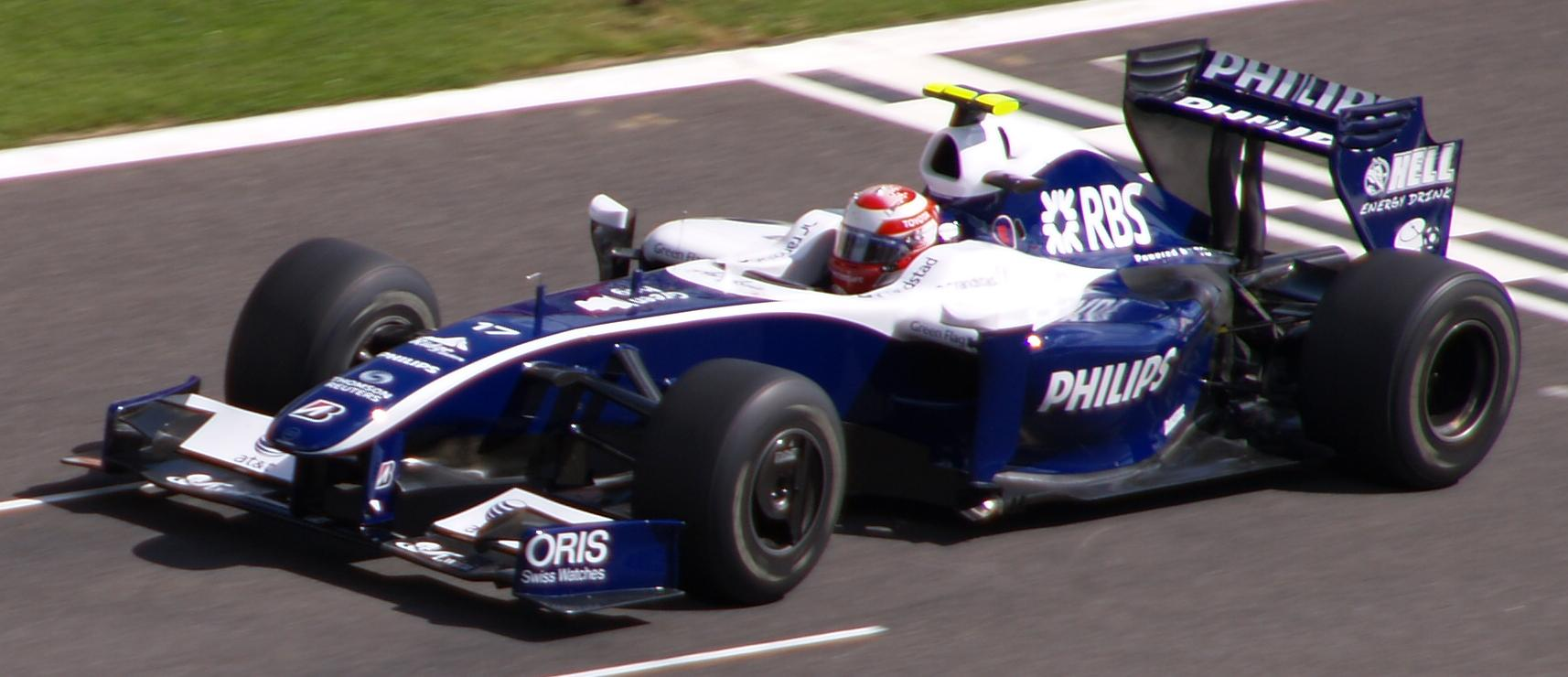
Kazuki en el Gran Premio de Bélgica de 2009, donde fue 13º y último.

En la temporada 2009 Nakajima es de nuevo titular de Williams, junto con Nico Rosberg.
- Australia: Hizo una buena carrera y solo tenía que acabar la carrera para puntuar; pero cuando estaba haciendo vueltas rápidas personales y rodaba quinto, hizo un trompo y se estrelló contra el muro al pisar un piano elevado.

- Malasia: Hizo una mala salida y tardó varias vueltas en volver a ser decimosegundo; con la carrera detenida y el caos total, Kazuki acabó en su puesto de salida.

- China: No destacó en clasificación; en carrera hizo una salida normal y rodaba décimo, hasta que tuvo que abandonar por problemas de transmisión.

- Baréin: Se clasificó 12º, pero hizo una mala carrera: Se tocó con un BMW Sauber, a partir de lo cual su coche no rindió bien. Estuvo rodando 18º casi toda la carrera hasta que abandonó.

- España: Nakajima estuvo a las puertas de la Q3, quedando undécimo. En la salida salió pejudicado, perdiendo varias posiciones, y rodó en las últimas posiciones el resto de la carrera.

- Mónaco: Nakajima pudo pasar a la Q3. Rodó en décimo lugar 68 de las 78 vueltas, hasta que a dos vueltas del final se salió en la bajada que lleva a Loews.

- Turquía: Kazuki hizo muy buena carrera, llegó a rodar cuarto, pero esta vez fallaron los mecánicos: En la segunda parada en boxes, su cambio de neumáticos tardó casi 30 segundos, lo que dejó a Kazuki fuera de los puntos.

- Gran Bretaña: Consiguió ser quinto, la mejor clasificación de su vida, superando a su padre, cuyo mejor resultado en calificación fue 6º en México y Suzuka 1988. En la carrera, Kazuki se mantenía cuarto (iba más ligero, pero se mantenía al mismo ritmo que los 3 pilotos de delante), pero acabó perdiendo posiciones hasta la 11.ª clasificación final.

- Alemania: Cometió un error en la primera vuelta, acabando así con sus opciones de puntuar. A pesar de ello, consiguió remontar hasta el undécimo puesto, pero en la penúltima vuelta fue adelantado por Giancarlo Fisichella tras un fallo de Kazuki. Al final acabó 12º.

- Hungría: Nakajima sigue mejorando en clasificación, pero la mala suerte le persigue en carrera: cuando Nelson Piquet, Jr. repostó y salió de boxes, Nakajima estuvo detrás de él varias vueltas, bloqueándolo y perjudicándole la estrategia. Kazuki acabó noveno, aunque podría haber acabado en los puntos de no ser por el "tapón" del brasileño.

- Europa: Nakajima no logró pasar la Q1, quedando 17º. A pesar de que fue constante en carrera, fue el primer piloto en cometer un grave error en carrera al chocar un neumático contra un muro. Entró a respostar, porque no quería rendirse, pero todo fue en vano. Acabó 18º y último.

- Bélgica: Nakajima no logró pasar la Q1 de nuevo, quedando 18º. Fue constante en carrera, pero se vio perjudicado por algunos de los pilotos que iban a 2 paradas. Acabó 13º, solo por delante del piloto italiano Luca Badoer. Nakajima cada vez perdía más credibilidad.

- Monza: Esta podría ser una de sus mejores carreras de año. Sale 17º y acaba 10º, a pesar de tener uno de los coches más lentos de la parrilla en ese circuito (por los motores Toyota) y de que no puntuó de nuevo, superó a su compañero por primera vez y avanzó algunas posiciones.

- Singapur: Una carrera regular de Kazuki, iba en busca de puntos y estuvo a punto de conseguirlo, pero no fue capaz de adelantar a Robert Kubica, si bien se las arregló para aguantar a Kimi Räikkönen. Finalmente, Nakajima terminó el 9º, a un solo segundo de Robert Kubica.

- Japón: Una carrera decepcionante. Salía 15º y, tras estar rodando en las posiciones fuera de puntos, acabó en su puesto de salida. Además, se anunció que su equipo dejara de tener motores Toyota, lo que junto al flojo rendimiento de Nakajima, probablemente le llevaría a acabar fuera de Williams.[6]

- Brasil: Nakajima venía de hacer una muy buena carrera, rodaba tercero, con posibilidades de sumar sus primeros puntos, pero un problema en boxes hizo que Kazuki saliera en último lugar y cuando intentó adelantar a Kamui Kobayashi, ambos coches se tocaron y Nakajima se estrelló.

- Abu Dabi: Nakajima hizo una mala clasificación y una carrera mediocre en su despedida con Williams (13º). Con esto se convierte en el único piloto sin puntuar participando en la temporada completa de 2009.

#### 2010
Para 2010, Nakajima no siguió con Williams F1 debido a sus malos resultados de 2009. Su contrato terminó y no hubo nuevo contrato entre Williams y Kazuki para que este compitiera en 2010. Stefan GP lo contrata a finales de 2009, pero al final, su nuevo equipo no es admitido en el campeonato por la FIA.

### Retorno a Japón

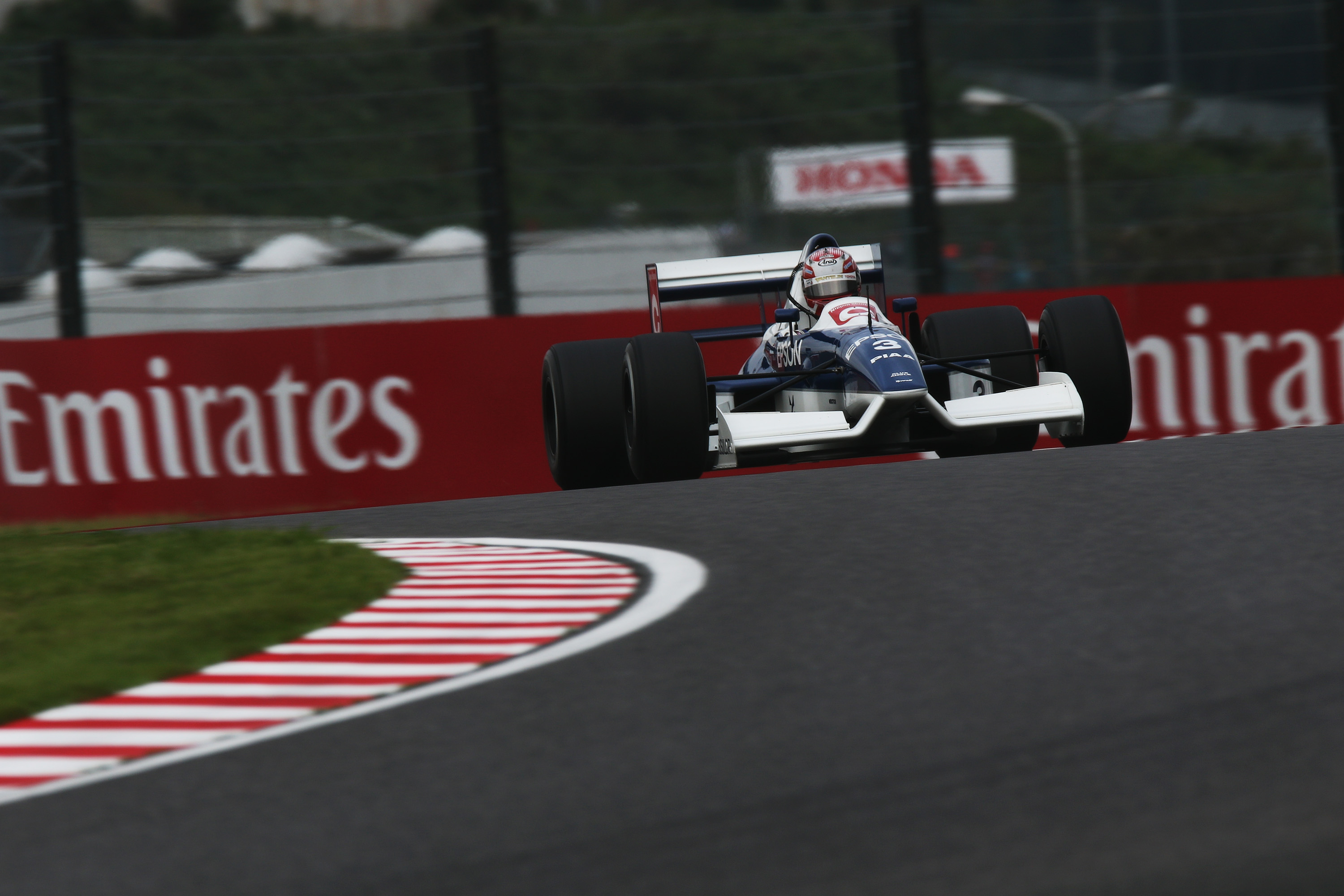
Kazuki arriba del Tyrrell que usó su padre en 1990.

Desde 2011, Kazuki compite en Fórmula Nippon con el equipo Tom's, manteniendo su vínculo con Toyota. Ese año, resultó subcampeón por detrás de André Lotterer, con una victoria y podios en todas las carreras. En 2012 se proclamó campeón ante Koudai Tsukakoshi y Takuya Izawa, con un triunfo y cuatro podios. En 2013 logró dos victorias y el cuarto puesto de campeonato. En 2014 logró dos victorias y seis podios en ocho carreras, por lo que resultó campeón ante João Paulo de Oliveira y Lotterer. En 2015 obtuvo una victoria y cuatro segundos puestos, por lo que fue subcampeón detrás de Hiroaki Ishiura. Al año siguiente, logró dos segundos puesto y un cuarto, para concluir sexto.
En paralelo, el piloto disputó el Super GT Japonés en la clase GT500, también con el equipo Tom's. Al volante de un Lexus SC, resultó octavo en 2011 junto a Lotterer, séptimo en 2012 junto a Loïc Duval, y tercero en 2013 y quinto en 2014 junto a James Rossiter, logrando en total cuatro victorias y seis podios.

### Campeonato Mundial de Resistencia
En 2012, Toyota volvió al Campeonato Mundial de Resistencia, incluyendo a Nakajima en su plantilla de pilotos. Acompañando a Alexander Wurz y Nicolas Lapierre, obtuvo el segundo puesto en las 24 Horas de Le Mans y la victoria en las 6 Horas de Fuji.
Nakajima corrió en cuatro fechas del Campeonato Mundial de Resistencia 2013 con Toyota, triunfando en Fuji nuevamente junto a Wurz y Lapierre. Al año siguiente, disputó cinco carreras del campeonato, logrando tres segundos puestos con Wurz y Stéphane Sarrazin.
El japonés siguió con Toyota en el Campeonato Mundial de Resistencia 2015. Acompañado de Buemi y Davidson, obtuvo un tercer puesto y dos cuartos, por lo que se ubicó 16º en el campeonato de pilotos de LMP1. El trío estuvo liderando las 24 Horas de Le Mans 2016, cuando a falta de cinco minutos para el final, el Toyota se quedó sin potencia y no quedaron clasificados. Obtuvieron un tercer lugar y dos cuartos, para terminar 19º en el campeonato. En el 2017 logró junto a Buemi el subcampeonato del WEC tras ganar en cinco carreras. En 2018 y 2019 ganó las 24 Horas de Le Mans junto a Sébastien Buemi y Fernando Alonso.

## Resumen de carrera
| Temporada | Categoría                                          | Equipo                  | Carreras          | Poles             | Victorias         | Puntos            | Pos.              |
| --------- | -------------------------------------------------- | ----------------------- | ----------------- | ----------------- | ----------------- | ----------------- | ----------------- |
| 2003      | Fórmula Toyota                                     | TOM'S Spirits           | 10                | 3                 | 3                 | 134               | 1.º               |
| 2004      | Campeonato de Fórmula 3 Japonesa                   | TOM'S                   | 20                | 2                 | 2                 | 138               | 5.º               |
| 2004      | Gran Premio de Macao                               | TOM'S                   | 1                 | 0                 | 0                 | N/A               | 13.º              |
| 2004      | Superprix F3 Baréin                                | TOM'S                   | 1                 | 0                 | 0                 | N/A               | 7.º               |
| 2005      | Campeonato de Fórmula 3 Japonesa                   | TOM'S                   | 20                | 3                 | 2                 | 209               | 2.º               |
| 2005      | Gran Premio de Macao                               | TOM'S                   | 1                 | 0                 | 0                 | 0                 | 5.º               |
| 2005      | Super GT Japonés - GT300                           | Kicchouhouzan with APR  | 7                 | 0                 | 1                 | 52                | 8.º               |
| 2006      | Fórmula 3 Euroseries                               | Manor Motorsport        | 20                | 0                 | 1                 | 36                | 7.º               |
| 2006      | Gran Premio de Macao                               | Manor Motorsport        | 1                 | 0                 | 0                 | N/A               | NC                |
| 2006      | Masters de Fórmula 3                               | Manor Motorsport        | 1                 | 0                 | 0                 | N/A               | 26.º              |
| 2007      | GP2 Series                                         | DAMS                    | 21                | 1                 | 0                 | 44                | 5.º               |
| 2007      | Fórmula 1                                          | AT&T Williams           | 1                 | 0                 | 0                 | 0                 | 22.º              |
| 2008      | Fórmula 1                                          | AT&T Williams           | 18                | 0                 | 0                 | 9                 | 15.º              |
| 2009      | Fórmula 1                                          | AT&T Williams           | 17                | 0                 | 0                 | 0                 | 20.º              |
| 2010      | Fórmula Nippon                                     | Petronas Team TOM'S     | Piloto de pruebas | Piloto de pruebas | Piloto de pruebas | Piloto de pruebas | Piloto de pruebas |
| 2011      | Fórmula Nippon                                     | Petronas Team TOM'S     | 8                 | 0                 | 1                 | 42                | 2.º               |
| 2011      | Super GT Japonés - GT500                           | Petronas Team TOM'S     | 6                 | 0                 | 0                 | 28                | 10.º              |
| 2012      | Fórmula Nippon                                     | Petronas Team TOM'S     | 8                 | 1                 | 2                 | 46                | 1.º               |
| 2012      | Super GT Japonés - GT500                           | Petronas Team TOM'S     | 8                 | 0                 | 0                 | 40                | 7.º               |
| 2012      | Campeonato Mundial de Resistencia de la FIA - LMP1 | Toyota Racing           | 3                 | 1                 | 1                 | 44                | 13.º              |
| 2012      | 24 Hours of Le Mans - LMP1                         | Toyota Racing           | 1                 | 0                 | 0                 | N/A               | DNF               |
| 2013      | Campeonato de Super Fórmula Japonesa               | Petronas Team TOM'S     | 7                 | 1                 | 2                 | 24                | 4.º               |
| 2013      | Super GT Japonés - GT500                           | Petronas Team TOM'S     | 8                 | 1                 | 2                 | 60                | 3.º               |
| 2013      | Campeonato Mundial de Resistencia de la FIA - LMP1 | Toyota Racing           | 8                 | 1                 | 1                 | 37.5              | 12.º              |
| 2013      | 24 Horas de Le Mans - LMP1                         | Toyota Racing           | 1                 | 0                 | 0                 | N/A               | 4.º               |
| 2014      | Campeonato de Super Fórmula Japonesa               | Petronas Team TOM'S     | 9                 | 1                 | 2                 | 46                | 1.º               |
| 2014      | Super GT Japonés - GT500                           | Petronas Team TOM'S     | 6                 | 2                 | 2                 | 60                | 5.º               |
| 2014      | Campeonato Mundial de Resistencia de la FIA - LMP1 | Toyota Racing           | 5                 | 2                 | 0                 | 71                | 8.º               |
| 2014      | 24 Horas de Le Mans - LMP1                         | Toyota Racing           | 1                 | 0                 | 0                 | N/A               | DNF               |
| 2015      | Campeonato de Super Fórmula Japonesa               | Petronas Team TOM'S     | 7                 | 0                 | 1                 | 45.5              | 2.º               |
| 2015      | Campeonato Mundial de Resistencia de la FIA - LMP1 | Toyota Racing           | 7                 | 0                 | 0                 | 75                | 7.º               |
| 2015      | 24 Horas de Le Mans - LMP1                         | Toyota Racing           | 1                 | 0                 | 0                 | N/A               | 8.º               |
| 2016      | Campeonato Mundial de Resistencia de la FIA - LMP1 | Toyota Gazoo Racing     | 9                 | 0                 | 0                 | 60                | 8.º               |
| 2016      | 24 Horas de Le Mans - LMP1                         | Toyota Gazoo Racing     | 1                 | 0                 | 0                 | N/A               | NC                |
| 2016      | Campeonato de Super Fórmula Japonesa               | VANTELIN Team TOM'S     | 9                 | 1                 | 0                 | 22                | 6.º               |
| 2017      | Campeonato Mundial de Resistencia de la FIA - LMP1 | Toyota Gazoo Racing     | 9                 | 0                 | 5                 | 183               | 2.º               |
| 2017      | 24 Horas de Le Mans - LMP1                         | Toyota Gazoo Racing     | 1                 | 0                 | 0                 | N/A               | 8.º               |
| 2017      | Super GT Japonés - GT500                           | Lexus Team au TOM's     | 7                 | 0                 | 1                 | 47                | 6.º               |
| 2017      | Campeonato de Super Fórmula Japonesa               | Vantelin Team TOM's     | 7                 | 1                 | 1                 | 22                | 5.º               |
| 2018      | Super GT Japonés - GT500                           | Lexus Team au TOM's     | 7                 | 0                 | 1                 | 47                | 6.º               |
| 2018      | Campeonato de Super Fórmula Japonesa               | Vantelin Team TOM's     | 5                 | 0                 | 0                 | 15                | 6.º               |
| 2018      | 24 Horas de Le Mans - LMP1                         | Toyota Gazoo Racing     | 1                 | 1                 | 1                 | N/A               | 1.º               |
| 2018-19   | Campeonato Mundial de Resistencia de la FIA - LMP1 | Toyota Gazoo Racing     | 8                 | 4                 | 5                 | 198               | 1.º               |
| 2019      | Super GT Japonés - GT500                           | Lexus Team au TOM's     | 8                 | 2                 | 1                 | 38                | 7.º               |
| 2019      | Campeonato de Super Fórmula Japonesa               | Vantelin Team TOM'S     | 7                 | 0                 | 0                 | 12                | 12.º              |
| 2019      | 24 Horas de Le Mans - LMP1                         | Toyota Gazoo Racing     | 1                 | 0                 | 1                 | N/A               | 1.º               |
| 2019-20   | Campeonato Mundial de Resistencia de la FIA - LMP1 | Toyota Gazoo Racing     | 8                 | 0                 | 2                 | 202               | 2.º               |
| 2020      | Campeonato de Super Fórmula Japonesa               | Vantelin Team TOM'S     | 5                 | 0                 | 0                 | 25                | 11.º              |
| 2020      | 24 Horas de Le Mans - LMP1                         | Toyota Gazoo Racing     | 1                 | 0                 | 1                 | N/A               | 1.º               |
| 2021      | Campeonato Mundial de Resistencia de la FIA - LMP1 | Toyota Gazoo Racing     | Disputándose      | Disputándose      | Disputándose      | Disputándose      | Disputándose      |
| 2021      | Campeonato de Super Fórmula Japonesa               | Kuo Vantelin Team TOM's | 2                 | 0                 | 0                 | 4                 | 16.º              |
| Fuente:   |                                                    |                         |                   |                   |                   |                   |                   |

## Resultados

### GP2 Series
(Clave) (negrita indica pole position) (cursiva indica vuelta rápida puntuable)

| Año  | Escudería | 1   | 1   | 2   | 2   | 3   | 3   | 4   | 4   | 5   | 5   | 6   | 6   | 7   | 7   | 8   | 8   | 9   | 9   | 10  | 10  | 11  | 11  | Pos. | Puntos | Ref.  |
| ---- | --------- | --- | --- | --- | --- | --- | --- | --- | --- | --- | --- | --- | --- | --- | --- | --- | --- | --- | --- | --- | --- | --- | --- | ---- | ------ | ----- |
| 2007 | DAMS      | SAK | SAK | BAR | BAR | MON | MON | MAG | MAG | SIL | SIL | NÜR | NÜR | BUD | BUD | EST | EST | MNZ | MNZ | SPA | SPA | VAL | VAL | 5.º  | 44     | [ 9 ] |
| 2007 | DAMS      | 17  | 6   | 15  | 7   | 10  | 10  | 17  | 6   | 3   | 3   | 3   | 3   | 2   | Ret | 6   | Ret | DSQ | 18  | Ret | 9   | 3   | 7   | 5.º  | 44     | [ 9 ] |

### Fórmula 1
(Clave) (negrita indica pole position) (cursiva indica vuelta rápida)

| Año     | Escudería     | 1       | 2      | 3       | 4       | 5       | 6      | 7       | 8      | 9      | 10     | 11     | 12     | 13     | 14     | 15     | 16      | 17     | 18     | Pos. | Puntos |
| ------- | ------------- | ------- | ------ | ------- | ------- | ------- | ------ | ------- | ------ | ------ | ------ | ------ | ------ | ------ | ------ | ------ | ------- | ------ | ------ | ---- | ------ |
| 2007    | AT&T Williams | AUS TD  | MYS TD | BHR     | ESP     | MON     | CAN TD | USA TD  | FRA    | GBR    | EUR    | HUN    | TUR    | ITA    | BEL    | JPN    | CHN TD  | BRA 10 |        | 22.º | 0      |
| 2008    | AT&T Williams | AUS 6   | MYS 17 | BHR 14  | ESP 7   | TUR Ret | MON 7  | CAN Ret | FRA 15 | GBR 8  | GER 14 | HUN 13 | EUR 15 | BEL 14 | ITA 12 | SIN 8  | JPN 15  | CHN 12 | BRA 17 | 15.º | 9      |
| 2009    | AT&T Williams | AUS Ret | MYS 12 | CHN Ret | BHR Ret | ESP 13  | MON 15 | TUR 12  | GBR 11 | GER 12 | HUN 9  | EUR 18 | BEL 13 | ITA 10 | SIN 9  | JPN 15 | BRA Ret | ABU 13 |        | 20.º | 0      |
| Fuente: |               |         |        |         |         |         |        |         |        |        |        |        |        |        |        |        |         |        |        |      |        |

### Fórmula Nippon/Campeonato de Super Fórmula Japonesa
(Clave) (negrita indica pole position) (cursiva indica vuelta rápida)

| Año     | Equipo              | 1       | 2      | 3      | 4     | 5       | 6       | 7      | 8     | 9      | Pos. | Puntos |
| ------- | ------------------- | ------- | ------ | ------ | ----- | ------- | ------- | ------ | ----- | ------ | ---- | ------ |
| 2011    | Petronas Team TOM'S | SUZ 3   | AUT 1  | FUJ 3  | MOT 3 | SUZ C   | SUG 3   | MOT 2  | MOT 2 |        | 2.º  | 42     |
| 2012    | Petronas Team TOM'S | SUZ 1   | MOT 3  | AUT 5  | FUJ 2 | MOT 4   | SUG 5   | SUZ 12 | SUZ 1 |        | 1.º  | 46     |
| 2013    | Petronas Team TOM'S | SUZ 5   | AUT 12 | FUJ 8  | MOT 1 | SUG Ret | SUZ Ret | SUZ 1  |       |        | 4.º  | 24     |
| 2014    | Petronas Team TOM'S | SUZ 5   | FUJ 2  | FUJ 3  | FUJ 1 | MOT 7   | AUT 6   | SUG 2  | SUZ 2 | SUZ 1  | 1.º  | 46     |
| 2015    | Petronas Team TOM'S | SUZ 2   | OKA    | FUJ 2  | MOT 2 | AUT 1   | SUG 4   | SUZ 4  | SUZ 2 |        | 2.º  | 45.5   |
| 2016    | VANTELIN Team TOM'S | SUZ 12  | OKA 17 | FUJ 2  | MOT 7 | OKA 19  | OKA 2   | SUG 4  | SUZ 5 | SUZ 16 | 6.º  | 22     |
| 2017    | Vantelin Team TOM's | SUZ 1   | OKA 9  | OKA 18 | FUJ 7 | MOT 11  | AUT 6   | SUG 3  | SUZ C | SUZ C  | 5.º  | 22     |
| 2018    | Vantelin Team TOM's | SUZ 8   | AUT C  | SUG 3  | FUJ 5 | MOT     | OKA 17  | SUZ 5  |       |        | 6.º  | 15     |
| 2019    | Vantelin Team TOM's | SUZ Ret | AUT 13 | SUG 12 | FUJ 5 | MOT 16  | OKA 2   | SUZ 14 |       |        | 12.º | 12     |
| Fuente: |                     |         |        |        |       |         |         |        |       |        |      |        |

| Año  | Escudería             | 1   | 2    | 3   | 4   | 5    | 6    | 7    | Pos. | Puntos | Ref.   |
| ---- | --------------------- | --- | ---- | --- | --- | ---- | ---- | ---- | ---- | ------ | ------ |
| 2020 | Vantelin Team TOM'S   | MOT | OKA  | SUG | AUT | SUZ1 | SUZ2 | FUJ  | 11.º | 25     | [ 13 ] |
| 2020 | Vantelin Team TOM'S   | 4   |      | 15  |     | 2    | 16   | 9    | 11.º | 25     | [ 13 ] |
| 2021 | carrozzeria Team KCMG | FUJ | SUZ1 | AUT | SUG | MOT1 | MOT2 | SUZ2 | 16.º | 4      | [ 14 ] |
| 2021 | carrozzeria Team KCMG | 11  |      |     |     |      | 7    |      | 16.º | 4      | [ 14 ] |

### Campeonato Mundial de Resistencia de la FIA
(Clave) (negrita indica pole position) (cursiva indica vuelta rápida)

| Año     | Escudería           | Clase | Automóvil           | 1   | 2   | 3   | 4   | 5   | 6   | 7   | 8   | 9   | Pos. | Puntos | Ref.   |
| ------- | ------------------- | ----- | ------------------- | --- | --- | --- | --- | --- | --- | --- | --- | --- | ---- | ------ | ------ |
| 2012    | Toyota Racing       | LMP1  | Toyota TS030 Hybrid | SEB | SPA | LMS | SIL | SÃO | BHR | FUJ | SHA |     | 13.º | 44     | [ 15 ] |
| 2012    | Toyota Racing       | LMP1  | Toyota TS030 Hybrid |     |     | Ret | 2   |     |     | 1   |     |     | 13.º | 44     | [ 15 ] |
| 2013    | Toyota Racing       | LMP1  | Toyota TS030 Hybrid | SIL | SPA | LMS | SÃO | COA | FUJ | SHA | BHR |     | 12.º | 37.5   | [ 16 ] |
| 2013    | Toyota Racing       | LMP1  | Toyota TS030 Hybrid |     | Ret | 4   |     |     | 1   |     | Ret |     | 12.º | 37.5   | [ 16 ] |
| 2014    | Toyota Racing       | LMP1  | Toyota TS040 Hybrid | SIL | SPA | LMS | COA | FUJ | SHA | BHR | SÃO |     | 8.º  | 71     | [ 17 ] |
| 2014    | Toyota Racing       | LMP1  | Toyota TS040 Hybrid | 2   | 3   | Ret |     | 2   | 2   |     |     |     | 8.º  | 71     | [ 17 ] |
| 2015    | Toyota Racing       | LMP1  | Toyota TS040 Hybrid | SIL | SPA | LMS | NÜR | COA | FUJ | SHA | BHR |     | 7.º  | 75     | [ 18 ] |
| 2015    | Toyota Racing       | LMP1  | Toyota TS040 Hybrid | 3   | WD  | 8   | 5   | 4   | 5   | 6   | 4   |     | 7.º  | 75     | [ 18 ] |
| 2016    | Toyota Racing       | LMP1  | Toyota TS050 Hybrid | SIL | SPA | LMS | NÜR | MEX | COA | FUJ | SHA | BHR | 8.º  | 60     | [ 19 ] |
| 2016    | Toyota Racing       | LMP1  | Toyota TS050 Hybrid | 16  | 17  | NC  | 5   | Ret | 5   | 4   | 3   | 4   | 8.º  | 60     | [ 19 ] |
| 2017    | Toyota Racing       | LMP1  | Toyota TS050 Hybrid | SIL | SPA | LMS | NÜR | MEX | COA | FUJ | SHA | BHR | 2.º  | 183    | [ 20 ] |
| 2017    | Toyota Racing       | LMP1  | Toyota TS050 Hybrid | 1   | 1   | 6   | 4   | 3   | 3   | 1   | 1   | 1   | 2.º  | 183    | [ 20 ] |
| 2018-19 | Toyota Gazoo Racing | LMP1  | Toyota TS050 Hybrid | SPA | LMS | SIL | FUJ | SHA | SEB | SPA | LMS |     | 1.º  | 198    | [ 21 ] |
| 2018-19 | Toyota Gazoo Racing | LMP1  | Toyota TS050 Hybrid | 1   | 1   | DSQ | 2   | 2   | 1   | 1   | 1   |     | 1.º  | 198    | [ 21 ] |
| 2019-20 | Toyota Gazoo Racing | LMP1  | Toyota TS050 Hybrid | SIL | FUJ | SHA | BHR | COA | SPA | LMS | BHR |     | 2.º  | 202    | [ 22 ] |
| 2019-20 | Toyota Gazoo Racing | LMP1  | Toyota TS050 Hybrid | 2   | 1   | 2   | 2   | 2   | 2   | 1   | 2   |     | 2.º  | 202    | [ 22 ] |

### 24 Horas de Le Mans
| Año     | Equipo              | Copilotos                        | Automóvil           | Clase    | Vueltas | Pos. | Pos. Clase |
| ------- | ------------------- | -------------------------------- | ------------------- | -------- | ------- | ---- | ---------- |
| 2012    | Toyota Racing       | Nicolas Lapierre Alexander Wurz  | Toyota TS030 Hybrid | LMP1     | 134     | DNF  | DNF        |
| 2013    | Toyota Racing       | Nicolas Lapierre Alexander Wurz  | Toyota TS030 Hybrid | LMP1     | 341     | 4.º  | 4.º        |
| 2014    | Toyota Racing       | Stéphane Sarrazin Alexander Wurz | Toyota TS040 Hybrid | LMP1-H   | 219     | DNF  | DNF        |
| 2015    | Toyota Racing       | Sébastien Buemi Anthony Davidson | Toyota TS040 Hybrid | LMP1     | 386     | 8.º  | 8.º        |
| 2016    | Toyota Gazoo Racing | Sébastien Buemi Anthony Davidson | Toyota TS050 Hybrid | LMP1     | 384     | NC   | NC         |
| 2017    | Toyota Gazoo Racing | Sébastien Buemi Anthony Davidson | Toyota TS050 Hybrid | LMP1     | 358     | 8.º  | 2.º        |
| 2018    | Toyota Gazoo Racing | Fernando Alonso Sébastien Buemi  | Toyota TS050 Hybrid | LMP1     | 388     | 1.º  | 1.º        |
| 2019    | Toyota Gazoo Racing | Fernando Alonso Sébastien Buemi  | Toyota TS050 Hybrid | LMP1     | 385     | 1.º  | 1.º        |
| 2020    | Toyota Gazoo Racing | Brendon Hartley Sébastien Buemi  | Toyota TS050 Hybrid | LMP1     | 387     | 1.º  | 1.º        |
| 2021    | Toyota Gazoo Racing | Brendon Hartley Sébastien Buemi  | Toyota GR010 Hybrid | Hypercar | 369     | 2.º  | 2.º        |
| Fuente: |                     |                                  |                     |          |         |      |            |